# Maciej Sadlok
Maciej Sadlok (Oświęcim, 29 juni 1989) is een Pools voetballer die doorgaans speelt als linksback. In juli 2025 verruilde hij Ruch Chorzów voor Kazimierza Wielka. Sadlok maakte in 2009 zijn debuut in het Pools voetbalelftal.

## Clubcarrière
Sadlok speelde in de jeugdopleiding van Pasjonat Dankowice, waar zijn vader voorzitter is. In 2006 stapte de verdediger over naar Ruch Chorzów, dat net gepromoveerd was naar de Ekstraklasa. In zijn eerste seizoen speelde hij acht wedstrijden; tijdens de jaargang erna kwam hij tot zeventien optredens. In juni 2010 verlengde Sadlok zijn verbintenis tot medio 2012. Twee maanden later maakte hij echter de overstap naar Polonia Warschau, dat circa 2,8 miljoen Poolse złoty (ongeveer € 675.000,-) voor hem betaalde. Hij werd wel direct terugverhuurd aan Ruch Chorzów.
In juni 2012 keerde hij weer terug bij Ruch Chorzów, dat hem weer overnam van Polonia. Na twee seizoenen en slechts negentien wedstrijden, verkaste Sadlok naar Wisła Kraków, waar hij voor één jaar tekende met een optie op drie jaar extra. Uiteindelijk zou hij acht jaar bij Wisła spelen, voor hij de club verliet aan het einde van zijn contract. Hierop keerde hij opnieuw terug naar Ruch Chorzów. Aan het einde van het seizoen 2022/23, waarin Sadlok met zijn club naar de Ekstraklasa promoveerde, werd zijn aflopende verbintenis opengebroken en met een jaar verlengd. Een jaar later verlengde hij zijn contract opnieuw. Kazimierza Wielka nam hem medio 2025 over.

## Clubstatistieken
| Seizoen | Club             | Competitie  | Competitie | Competitie | Beker | Beker | Internationaal | Internationaal | Totaal | Totaal |
| Seizoen | Club             | Competitie  | Wed.       | Dlp.       | Wed.  | Dlp.  | Wed.           | Dlp.           | Wed.   | Dlp.   |
| ------- | ---------------- | ----------- | ---------- | ---------- | ----- | ----- | -------------- | -------------- | ------ | ------ |
| 2007/08 | Ruch Chorzów     | Ekstraklasa | 8          | 0          | 1     | 0     | —              | —              | 9      | 0      |
| 2008/09 | Ruch Chorzów     | Ekstraklasa | 17         | 0          | 2     | 0     | —              | —              | 19     | 0      |
| 2009/10 | Ruch Chorzów     | Ekstraklasa | 29         | 0          | 3     | 0     | —              | —              | 32     | 0      |
| 2010/11 | Ruch Chorzów     | Ekstraklasa | 14         | 1          | 2     | 0     | 5              | 0              | 21     | 1      |
| 2010/11 | Polonia Warschau | Ekstraklasa | 10         | 0          | 2     | 0     | —              | —              | 12     | 0      |
| 2011/12 | Polonia Warschau | Ekstraklasa | 21         | 0          | 2     | 0     | —              | —              | 23     | 0      |
| 2012/13 | Ruch Chorzów     | Ekstraklasa | 11         | 0          | 1     | 0     | 4              | 0              | 16     | 0      |
| 2013/14 | Ruch Chorzów     | Ekstraklasa | 8          | 0          | 0     | 0     | —              | —              | 8      | 0      |
| 2014/15 | Wisła Kraków     | Ekstraklasa | 31         | 2          | 0     | 0     | —              | —              | 31     | 2      |
| 2015/16 | Wisła Kraków     | Ekstraklasa | 27         | 1          | 0     | 0     | —              | —              | 27     | 1      |
| 2016/17 | Wisła Kraków     | Ekstraklasa | 29         | 0          | 2     | 0     | —              | —              | 31     | 0      |
| 2017/18 | Wisła Kraków     | Ekstraklasa | 28         | 0          | 1     | 0     | —              | —              | 29     | 0      |
| 2018/19 | Wisła Kraków     | Ekstraklasa | 27         | 0          | 1     | 0     | —              | —              | 28     | 0      |
| 2019/20 | Wisła Kraków     | Ekstraklasa | 35         | 1          | 0     | 0     | —              | —              | 35     | 1      |
| 2020/21 | Wisła Kraków     | Ekstraklasa | 25         | 2          | 1     | 0     | —              | —              | 26     | 2      |
| 2021/22 | Wisła Kraków     | Ekstraklasa | 20         | 1          | 4     | 0     | —              | —              | 24     | 1      |
| 2022/23 | Ruch Chorzów     | I liga      | 22         | 1          | 0     | 0     | —              | —              | 22     | 1      |
| 2023/24 | Ruch Chorzów     | Ekstraklasa | 24         | 0          | 0     | 0     | —              | —              | 24     | 0      |
| 2024/25 | Ruch Chorzów     | I liga      | 22         | 1          | 3     | 0     | —              | —              | 25     | 1      |
| Totaal  | Totaal           | Totaal      | 408        | 11         | 25    | 0     | 9              | 0              | 442    | 11     |

Bijgewerkt op 21 juli 2025.

## Interlandcarrière
Sadlok werd in 2009 voor het eerst opgeroepen voor het Pools voetbalelftal. Op 14 november van dat jaar debuteerde de verdediger ook daadwerkelijk in het nationale team. Tijdens een oefenduel tegen Roemenië mocht hij in de blessuretijd invallen voor Michał Żewłakow. Het duel werd met 0–1 verloren door een doelpunt van Daniel Niculae. Naast Sadlok debuteerden ook Maciej Rybus (Legia Warschau) en Patryk Małecki (Wisła Kraków). Tijdens zijn tweede interland, tegen Canada (1–0 door een doelpunt van Rybus), had de linksback zijn eerste basisplaats.
| Interlands van Maciej Sadlok voor Polen | Interlands van Maciej Sadlok voor Polen | Interlands van Maciej Sadlok voor Polen | Interlands van Maciej Sadlok voor Polen | Interlands van Maciej Sadlok voor Polen | Interlands van Maciej Sadlok voor Polen |
| №                                       | Datum                                   | Wedstrijd                               | Uitslag                                 | Competitie                              | Goals                                   |
| Als speler van Ruch Chorzów             | Als speler van Ruch Chorzów             | Als speler van Ruch Chorzów             | Als speler van Ruch Chorzów             | Als speler van Ruch Chorzów             | Als speler van Ruch Chorzów             |
| --------------------------------------- | --------------------------------------- | --------------------------------------- | --------------------------------------- | --------------------------------------- | --------------------------------------- |
| 1                                       | 14 november 2009                        | Polen – Roemenië                        | 0 – 1                                   | Vriendschappelijk                       |                                         |
| 2                                       | 18 november 2009                        | Polen – Canada                          | 1 – 0                                   | Vriendschappelijk                       |                                         |
| 3                                       | 17 januari 2010                         | Denemarken – Polen                      | 3 – 1                                   | Vriendschappelijk                       |                                         |
| 4                                       | 20 januari 2010                         | Thailand – Polen                        | 1 – 3                                   | Vriendschappelijk                       |                                         |
| 5                                       | 23 januari 2010                         | Singapore – Polen                       | 1 – 6                                   | Vriendschappelijk                       |                                         |
| 6                                       | 3 maart 2010                            | Polen – Bulgarije                       | 2 – 0                                   | Vriendschappelijk                       |                                         |
| 7                                       | 29 mei 2010                             | Polen – Finland                         | 0 – 0                                   | Vriendschappelijk                       |                                         |
| 8                                       | 2 juni 2010                             | Polen – Servië                          | 0 – 0                                   | Vriendschappelijk                       |                                         |
| 9                                       | 8 juni 2010                             | Spanje – Polen                          | 6 – 0                                   | Vriendschappelijk                       |                                         |
| 10                                      | 11 augustus 2010                        | Polen – Kameroen                        | 0 – 3                                   | Vriendschappelijk                       |                                         |
| 11                                      | 17 november 2010                        | Polen – Ivoorkust                       | 3 – 1                                   | Vriendschappelijk                       |                                         |
| 12                                      | 10 december 2010                        | Bosnië en Herzegovina – Polen           | 2 – 2                                   | Vriendschappelijk                       |                                         |
| Als speler van Polonia Warschau         |                                         |                                         |                                         |                                         |                                         |
| 13                                      | 25 maart 2011                           | Litouwen – Polen                        | 2 – 0                                   | Vriendschappelijk                       |                                         |
| 14                                      | 29 maart 2011                           | Griekenland – Polen                     | 0 – 0                                   | Vriendschappelijk                       |                                         |
| 15                                      | 16 december 2011                        | Bosnië en Herzegovina – Polen           | 0 – 1                                   | Vriendschappelijk                       |                                         |

Bijgewerkt op 21 juli 2025.

## Trivia
Sadlok heeft vliegangst.